# Сэнсэй
Сэнсэй (яп. 先生 сэнсэй, букв. «рождённый раньше», «преждерождённый», «старший») — в Японии вежливое обращение к учителю, врачу, писателю, начальнику или другому значительному лицу или значительно старшему по возрасту человеку. Аналогичный контекст то же слово (кор. 선생님, сонсэнним) несёт в Корее. То же самое слово в Китае («сяньшэн») — официальное вежливое обращение «господин».

## Происхождение
Слово (а точнее иероглифы) возникло не позже V века до н. э., в Китае. В восточной культуре, и прежде всего в китайской, распространено почитание старших по возрасту людей. Считается, что старший человек всегда мудрее младших, поэтому младшие обязаны его уважать и спрашивать совета. Учитель отождествляется со старшим и, соответственно, более мудрым человеком (чаще всего это совпадает и с действительным возрастом), поэтому к учителю принято такое же уважительное отношение, как и, например, к предкам. Такое отношение к старшим было заложено конфуцианством — то есть учением Куна-цзы, у которого, помимо прочего, процветание дня сегодняшнего видится в почтительном отношении к устоям прошлого.
Хотя слово «сэнсэй» по смыслу связано не только с учёбой, учителей в Японии всегда называют сэнсэями, даже если они оказываются по возрасту младше учеников. Обращение к человеку, например, «Ямада-сэнсэй» может считаться более вежливым, чем «Ямада-сан» (см. Именные суффиксы в японском языке).

## Термин в восточных единоборствах
- В классическом карате так называют будока, достигшего 3-го и 4-го дана. Перед ступенью сэнсэй идёт сэмпай, а выше сэнсэя идёт сихан.
- В сумо так называют тренера — владельца собственной хэя. Без исключения, все они — борцы с большим опытом.